# 33892 Meligingrich
33892 Meligingrich este o planetă minoră (asteroid), cu un diametru de 2,751 km, din centura de asteroizi. A fost descoperită pe 28 mai 2000 la Experimental Test Site⁠(d) de Lincoln Near-Earth Asteroid Research. 
Obiectul prezintă o orbită caracterizată de o semiaxă mare de 2,7989186 UAi, o excentricitate de 0,14, o înclinație de 8,37501 ° în raport cu ecliptica.